# Melchorejo
Pour les articles homonymes, voir Melchior.
Melchorejo, ou Melchior, est un des interprètes aztèques de Hernán Cortés jusqu'à ce qu'il soit remplacé par Gerónimo de Aguilar et Malintzin.
Pour explorer le Yucatán, en 1517, Córdoba a besoin d'interprètes et, pour cela, il enlève des indigènes Mayas « afin de leur apprendre les rudiments d'espagnol nécessaires ». C'est ainsi que s'explique le rapt d'un Indien baptisé Melchior dans la religion catholique. Il est ramené à Cuba, puis accompagne Cortés dans sa conquête du Mexique, en 1519. Le rôle de Melchior semble toutefois réduit, soit qu'il ne maîtrise pas suffisamment l'espagnol, soit par « manque de bonne volonté ». Selon Díaz, lors d'affrontements à l'embouchure du Río Grijalva, Melchior déserte, voire encourage « les Indiens à résister aux conquérants », et « la défaite subie par les Indiens aurait alors entraîné [son] sacrifice ».